# Neuberkové
Neubergové (počeštěně též Neuberkové, existují také varianty N(e)itberg, Ney(d)berg(k), Nyperch nebo Neipperg) byli šlechtický rod ve Fojtsku, Míšeňsku a Čechách.
Jejich rodový erb je totožný s původně sousedními šlechtickými rody Hazlovských (Hozlauerů) a Raitenbachů, což by mohlo naznačovat vzájemnou rodovou spřízněnost. 

## Původ a rozšíření

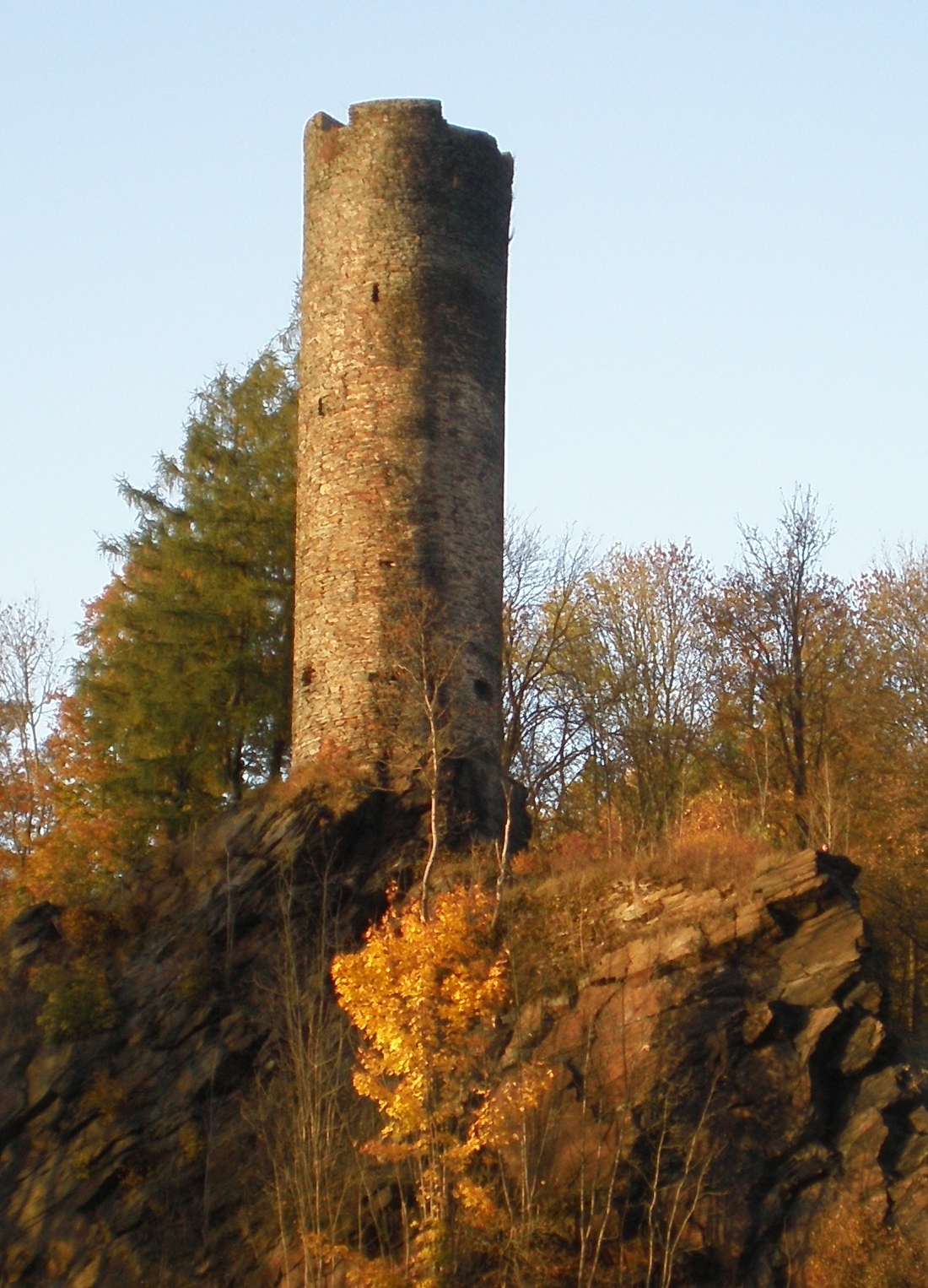
Válcová věž hradu Neuberg na Chebsku.

Své jméno odvozují od hradu Neubergu (počeštěně též Najperk), dnes zříceniny v české obci Podhradí u Aše. Neubergové, kteří se usadili v Schönbergu se pojmenovali tomto místě. Tento říšský ministeriální rod zde postavil hrad Neuberg s kulatou věží, ze kterého se dochovaly jen zbytky s válcovou věží. 
Vlastnili území ve Fojtsku a Chebsku, tržní obce Selb a Aš (Ašsko). Vlastnili rovněž halštrovské panství, včetně tamního kruhového hradu. 
Další linie vlastnila majetek v Brambachu. V pozdějším období se členové rodu objevily v několika sporech. Nejvýraznější byl spor Neubergů s příbuzným rodem Sparnecků v roce 1361. 
V jiném sporu z roku 1380 byl Hans z Neuberka na straně mezi zastánce soudních exekutorů a míšeňského markraběte v guttenberském sporu, o něco později ve šlechtickém sporu proti císařskému městu Chebu. V Knize útrap vyniká zejména Friedrich z Neuberka, jehož výpovědi zaznamenané při mučení odhalily důležité souvislosti. 
Rodová panství Neubergů přešla v roce 1390 na rodinu Cedviců (Zedtwitzů).

## Neubergovský spor
Konrád z Neuberka a další členové rodiny se dostali do sporu se syny Rüdigera ze Sparnecku, a to i přesto, že obě rodiny byly spřízněny manželstvím. V roce 1361 Sparneckové dali Konrádovi z Neuberka do zástavy hrad Sparneck s rozsáhlým panstvím. Bratr Hans, který založil rodovou linii ze Steinu, kvůli zástavě vyvolal napětí v rodině. Konflikt s Neubergy vypukl kvůli soudní pravomoci v Münchbergu. Spor si vyžádal zraněné a zajatce na obou stranách a jeden z Konrádových stoupenců byl dokonce zabit. Rozhodčí soud v roce 1368 přiznal nároky Konrádovi z Neuberka. Zajatci na obou stranách byli propuštěni a Erhard ze Sparnecku odškodnil vdovu po zemřelém. Krátce nato však Konrád prodal císaři svůj majetek, který nebyl uvolněn, a ten jej v roce 1370 směnil s bratry Sparneckovými za jejich část Lubska (něm. Schönbacher Ländchen). Tento spor se stal inspirací pro divadelní inscenaci v roce 2007.